# Ixora athroantha
Ixora athroantha är en måreväxtart som beskrevs av Cornelis Eliza Bertus Bremekamp. Ixora athroantha ingår i släktet Ixora och familjen måreväxter. Inga underarter finns listade i Catalogue of Life.